# 石関町 (前橋市)
石関町（いしぜきまち）は、群馬県前橋市の地名。郵便番号は371-0006。2013年現在の面積は0.42km2。

## 地理
赤城山の南麓、桃ノ木川左岸に位置している。地内の大部分が広瀬川低地帯に立地している。

### 河川
- 桃ノ木川

## 歴史
江戸時代頃からある地名である。はじめ大胡城主牧野氏領、元和4年からは前橋藩領だった。

### 年表
- 応安6年（1373年） - 「堰口村」の地名が大胡秀重請文（『長楽寺文書』）に見える[5][6]。
- 天正18年（1590年）8月 - 牧野康成が大胡城主となり、石関村は大胡藩の領地となる[7]。
- 元和2年（1616年）7月 - 牧野氏が越後国長峰藩に転出し、石関村は以後、廃藩置県まで前橋藩領となる[7]。

- 明治22年（1889年）4月1日 - 町村制施行により、石関村は上泉村、江木村、堤村、亀泉村、堀之下村、東片貝村、西片貝村、幸塚村、上沖之郷、下沖之郷、荻窪村、三俣村と合併し南勢多郡桂萱村が成立する。
- 明治29年（1896年）4月1日 - 郡統合（南勢多郡と東群馬郡の統合）により、桂萱村は勢多郡に所属する。
- 昭和29年（1954年）4月1日 - 桂萱村は周辺1町5村（上川淵村、下川淵村、芳賀村、東村、元総社村、総社町）とともに前橋市へ編入され、前橋市石関町となる。

## 世帯数と人口
2017年（平成29年）8月31日現在の世帯数と人口は以下の通りである。
| 町丁   | 世帯数  | 人口  |
| ------ | ------- | ----- |
| 石関町 | 106世帯 | 238人 |

## 小・中学校の学区
市立小・中学校に通う場合、学区は以下の通りとなる。
| 番地 | 小学校             | 中学校             |
| ---- | ------------------ | ------------------ |
| 全域 | 前橋市立桂萱小学校 | 前橋市立桂萱中学校 |

## 交通

### 鉄道
鉄道駅はない。

### 道路
国道、県道ともに通っていない。

## 施設
- 群馬県立前橋工業高等学校
- 石関公園
- 群馬県美容専門学校
- 群馬県立前橋産業技術専門校
- 稲荷神社